# Satyrus gilgitica
Satyrus gilgitica är en fjärilsart som beskrevs av Robert Christopher Tytler 1926. Satyrus gilgitica ingår i släktet Satyrus och familjen praktfjärilar. Inga underarter finns listade.